# Zjednoczone Emiraty Arabskie na Letnich Igrzyskach Olimpijskich 2016
Zjednoczone Emiraty Arabskie na Letnich Igrzyskach Olimpijskich w 2016 roku reprezentowało 13 zawodników – 9 mężczyzn i 4 kobiety w 6 dyscyplinach sportowych. Był to dziewiąty start reprezentacji Zjednoczonych Emiratów Arabskich na letnich igrzyskach olimpijskich.

## Zdobyte medale
| Medal | Zawodnik    | Dyscyplina | Konkurencja | Rezultat                                                                             | Data       |
| ----- | ----------- | ---------- | ----------- | ------------------------------------------------------------------------------------ | ---------- |
| Brąz  | Sergiu Toma | Judo       | −81 kg      | W pojedynku o brązowy medal pokonał reprezentanta Włoch Matteo Marconciniego 100:000 | 9 sierpnia |

## Skład reprezentacji

### Judo
Mężczyźni
| Victor Scvorțov | −73 kg  | BYE | Mater W 101-000     | Ōno P 000-100      | NQ               | NQ                     | NQ  | NQ                   | NQ   | NQ | NQ |
| Sergiu Toma     | −81 kg  | Bye | Maresch W 101-000   | Penalber W 101-001 | Nagase W 001-000 | Chałmuczajew P 000-100 | Bye | Marconcini W 100-000 | brąz |    |    |
| Ivan Remarenko  | −100 kg | Bye | Bouyacoub P 000-010 | NQ                 | NQ               | NQ                     | NQ  | NQ                   | NQ   |    |    |

### Kolarstwo

#### Kolarstwo szosowe
Mężczyźni
| Zawodnik     | Konkurencja                | Czas | Pozycja |
| ------------ | -------------------------- | ---- | ------- |
| Yousif Mirza | wyścig ze startu wspólnego | DNF  | DNF     |

### Lekkoatletyka
Mężczyźni
| Zawodnik      | Konkurencja    | Eliminacje | Eliminacje | Półfinał | Półfinał | Finał | Finał   |
| Zawodnik      | Konkurencja    | Wynik      | Miejsce    | Wynik    | Miejsce  | Wynik | Miejsce |
| ------------- | -------------- | ---------- | ---------- | -------- | -------- | ----- | ------- |
| Saud Al-Zaabi | bieg na 1500 m | 4:02,35    | 38.        | NQ       | NQ       | NQ    | NQ      |

Kobiety
| Zawodniczka         | Konkurencja      | Eliminacje | Eliminacje | Półfinał | Półfinał | Finał    | Finał   |
| Zawodniczka         | Konkurencja      | Wynik      | Miejsce    | Wynik    | Miejsce  | Wynik    | Miejsce |
| ------------------- | ---------------- | ---------- | ---------- | -------- | -------- | -------- | ------- |
| Betlhem Desalegn    | bieg na 1500 m   | DNS        | DNS        | NQ       | NQ       | NQ       | NQ      |
| Alia Saeed Mohammed | bieg na 10 000 m | —          | —          | —        | —        | 31:56,74 | 23.     |

### Pływanie
Mężczyźni
| Zawodnik         | Konkurencja              | Eliminacje | Eliminacje | Półfinał | Półfinał | Finał | Finał   |
| Zawodnik         | Konkurencja              | Czas       | Miejsce    | Czas     | Miejsce  | Czas  | Miejsce |
| ---------------- | ------------------------ | ---------- | ---------- | -------- | -------- | ----- | ------- |
| Yaaquob Al-Saadi | 100 m stylem grzbietowym | 59,58      | 37.        | NQ       | NQ       | NQ    | NQ      |

Kobiety
| Zawodniczka     | Konkurencja          | Eliminacje | Eliminacje | Półfinał | Półfinał | Finał | Finał   |
| Zawodniczka     | Konkurencja          | Czas       | Miejsce    | Czas     | Miejsce  | Czas  | Miejsce |
| --------------- | -------------------- | ---------- | ---------- | -------- | -------- | ----- | ------- |
| Nada al-Bedwawi | 50 m stylem dowolnym | 33,42      | 78.        | NQ       | NQ       | NQ    | NQ      |

### Podnoszenie ciężarów
Kobiety
| Zawodniczka      | Konkurencja | Rwanie | Rwanie  | Podrzut | Podrzut | Razem  | Pozycja |
| Zawodniczka      | Konkurencja | Wynik  | Pozycja | Wynik   | Pozycja | Razem  | Pozycja |
| ---------------- | ----------- | ------ | ------- | ------- | ------- | ------ | ------- |
| Aisha Al-Balushi | −58 kg      | 72 kg  | 16.     | 90 kg   | 16.     | 162 kg | 16.     |

### Strzelectwo
Mężczyźni
| Zawodnik         | Konkurencja   | Kwalifikacje | Kwalifikacje | Finał | Finał   |
| Zawodnik         | Konkurencja   | Wynik        | Pozycja      | Wynik | Pozycja |
| ---------------- | ------------- | ------------ | ------------ | ----- | ------- |
| Khaled Al-Kaabi  | trap podwójny | 134          | 9.           | NQ    | NQ      |
| Saeed Al Maktoum | skeet         | 118          | 17.          | NQ    | NQ      |
| Saif bin Futtais | skeet         | 114          | 29.          | NQ    | NQ      |